# Dimas Delgado
Dimas Delgado Morgado (Santa Coloma de Gramanet, Barcelona, 6 de febrero de 1983), conocido futbolísticamente como Dimas, es un exfutbolista español.

## Trayectoria
Dimas inició su carrera profesional en el club de su ciudad natal, la U. D. A. Gramanet. La temporada 2006-07 pasó al filial del F. C. Barcelona.
El verano de 2007 el entonces técnico azulgrana, Frank Rijkaard, le llevó al stage de pretemporada, donde pudo debutar con el primer equipo barcelonista, en Sudáfrica, en un amistoso ante el Mamelodi Sundowns; además de participar varios minutos en otro amistoso contra el Hearts escocés. Pocas semanas después, llegó su debut en territorio español con motivo de la disputa de la fase final de la Copa Catalunya.
Su progresión llamó la atenció de la U. D. Almería de Primera División, que ese mismo verano intentó contratarle. Finalmente las negociaciones no fructificaron y se quedó en el F. C. Barcelona "B".
La temporada 2007-08 fue el capitán del filial dirigido por Pep Guardiola, que logró el campeonato de Tercera División y el ascenso de categoría. Aunque una lesión le mantuvo varios meses fuera de los terrenos de juego, jugó 24 partidos y marcó seis goles.
Dado que su edad -25 años- no le permitía continuar en el filial y ante la imposibilidad de encontrar acomodo en el primer equipo barcelonista, el club decidió no renovarle el contrato y el verano de 2008 firmó por tres temporadas con el C. D. Numancia, equipo recién ascendido a Primera División.
Con el club de Soria debutó en la máxima categoría el 31 de agosto, en un partido, precisamente, contra el F. C. Barcelona, que terminó con victoria castellana.
El 6 de junio de 2011 fichó por el F. C. Cartagena para las próximas 3 temporadas. Tras quedar en carta de libertad, en junio de 2012 fichó por el Recreativo de Huelva a petición de Sergi Barjuan, entrenador del club onubense.
Después del descenso del club a Segunda División B en 2015, dejó el equipo y participó en la sesiones AFE para futbolistas sin equipo. El 3 de agosto firmó por el Western Sydney Wanderers Football Club de la A-League australiana.
En 2017 se convirtió en jugador del Bengaluru Football Club. Allí ganó la Superliga de India y en octubre de 2021 regresó al fútbol español para jugar en el C. F. Montañesa. En este equipo puso fin a su carrera tras la temporada 2022-23.

## Clubes
| Club                           | País      | Año       |
| ------------------------------ | --------- | --------- |
| U. D. A. Gramenet              | España    | 2004-2006 |
| F. C. Barcelona "B"            | España    | 2006-2008 |
| C. D. Numancia                 | España    | 2008-2011 |
| F. C. Cartagena                | España    | 2011-2012 |
| Recreativo de Huelva           | España    | 2012-2015 |
| Western Sydney Wanderers F. C. | Australia | 2015-2017 |
| Bengaluru F. C.                | India     | 2017-2021 |
| C. F. Montañesa                | España    | 2021-2023 |

## Palmarés

### Títulos nacionales
| Título                   | Club                | País   | Año  |
| ------------------------ | ------------------- | ------ | ---- |
| Liga de Tercera División | F. C. Barcelona "B" | España | 2008 |
| Superliga de India       | Bengaluru F. C.     | India  | 2019 |